# Грабув (Опольське воєводство)
Грабув (пол. Grabów) — село в Польщі, у гміні Ізбицько Стшелецького повіту Опольського воєводства.
Населення — 80 осіб (2011).

## Демографія
Демографічна структура станом на 31 березня 2011 року:
|          | Загалом | Допрацездатний вік | Працездатний вік | Постпрацездатний вік |
| -------- | ------- | ------------------ | ---------------- | -------------------- |
| Чоловіки | 36      | 7                  | 22               | 7                    |
| Жінки    | 44      | 4                  | 27               | 13                   |
| Разом    | 80      | 11                 | 49               | 20                   |